# Crave Entertainment
Crave Entertainment (aussi connu sous Crave Games et Crave)  était un éditeur et développeur américain de jeux vidéo basé à Newport Beach en Californie, fondé par Nima Taghavi en 1997,.
La société est rachetée par Handleman Corporation en 2005 pour une somme évaluée à 95 000 000 dollars, puis revendue à Fillpoint le 24 février 2009 pour seulement 8 100 000 dollars à la suite de la faillite d’Handleman. La société travaille aussi bien avec des développeurs de jeux vidéo – comme Liquid Entertainment, Irrational Games, Genki, Warthog Games, Dream Factory ou Opus – qu’avec des éditeurs internationaux dont ils assurent parfois la distribution en Europe ou en Asie. La société est en cessation de paiements le 31 octobre 2012.

## Jeux publiés et/ou produits par Crave
- AeroWings
- AeroWings 2: Airstrike
- Asteroids Hyper 64
- Baby Pals
- Bad Boys: Miami Takedown
- Battle Realms
- Battle Realms: Winter of the Wolf
- Battlezone: Rise of the Black Dogs
- Beyblade
- The Bible Game
- Blaster Master: Blasting Again
- Brunswick Pro Bowling
- Affreux Vilains Martiens
- Camp Lazlo
- Cartoon Network : Le Choc des héros
- Dave Mirra BMX Challenge
- Defendin' de Penguin
- Draconus: Cult of the Wyrm
- eJay Clubworld
- Eternal Ring
- Evergrace
- Earthworm Jim: Menace 2 the Galaxy
- Fighting Force
- Foster's Home for Imaginary Friends
- Flushed Away
- Future Tactics: The Uprising
- Freedom Force
- George of the Jungle and the Search for the Secret
- Gex 3: Deep Cover Gecko
- Galerians
- Global Operations
- Hard Rock Casino
- Intellivision Lives!
- Jade Cocoon: Story of the Tamamayu
- Jade Cocoon 2
- Jet Ion GP
- Kabuki Warriors
- Killer Loop
- Looney Tunes: Bang and Vroom!
- Man vs. Wild
- Milo's Astro Lanes
- Mojo!
- Mort the Chicken
- MX World Tour
- Napoleon Dynamite: The Game
- Gun Club
- Gottlieb Pinball Classics (2004)
- Pinball Hall of Fame: The Williams Collection (2007)
- Puzzle Challenge: Crosswords and More
- Cats Academy
- Razor Freestyle Scooter
- Red Dog: Superior Firepower
- Sky Dancers
- Shadow Madness
- Snocross Championship Racing
- Snocross 2 Featuring Blair Morgan
- Solitaire & Mahjong
- Spelling Challenges and More!
- Starlancer
- Strike Force Bowling
- Sudokuro
- Super Magnetic Neo
- TH3 Plan
- Tony Hawk's Pro Skater
- Tokyo Xtreme Racer
- Tokyo Xtreme Racer Advance
- Tokyo Xtreme Racer Drift
- Tokyo Xtreme Racer 3
- Trigger Man
- Tringo
- UFC: Tapout
- UFC: Throwdown
- VeggieTales: LarryBoy and the Bad Apple
- World Championship Cards
- World Championship Poker Deluxe Series
- World Championship Poker: Featuring Howard Lederer ALL-IN
- World Championship Poker 2: Featuring Howard Lederer